# Helotium chloropodium
Helotium chloropodium är en svampart som beskrevs av Rea & Ellis 1911. Helotium chloropodium ingår i släktet Helotium och familjen Helotiaceae.   Inga underarter finns listade i Catalogue of Life.